# Bitare
Die Sprache Bitare (ISO 639-3: brt; auch njwande und yukutare genannt) ist eine tivoide Sprache, die von insgesamt 52.330 Personen gesprochen wird.
Die meisten Sprecher leben in Nigeria – insgesamt 46.300 im Bundesstaat Taraba in der Local Government Area Sardauna. Daneben leben auch 6.030 Sprecher (Stand 2000) in der Kameruner Provinz Adamaua.
Die Sprache ist verwandt mit dem Abon [abo]. Die Sprecher sprechen aber immer mehr Englisch und französisch als Muttersprache.